# Agricultura intensiva
La agricultura intensiva es un método de producción agrícola en el cual se hace un uso intensivo de los medios de producción como la siembra. Consiste en sacar la mayor cantidad de productos por unidad de superficie usualmente mediante la utilización de fertilizantes, semillas seleccionadas, regadíos, maquinaria, entre otros. Usa intensivamente la tierra porque la cultiva dos veces al año: en primavera-verano y en otoño-invierno, y como emplea fertilizantes, pesticidas químicos, maquinaria y sistemas de riego, necesita de menos tierra para producir una misma cantidad de alimento que el obtenido en la agricultura extensiva. Las plantaciones intensivas requieren de un ambiente bajo control que cumpla con las exigencias que el cultivo demande para resultar un éxito. La gran demanda de alimentos en el mundo es una de las razones primordiales del crecimiento exponencial de esta modalidad de explotación agrícola.
Para explicar el fenómeno de la intensificación de la agricultura, hay que tener presente que lo ocurrido en las décadas de los 80 y 90, no se considera una intensificación en sí misma, sino un cambio de modelo dentro del propio fenómeno de la intensificación de la agricultura. Un ejemplo, podría ser la etapa conocida como la «la revolución verde», pues representa un cambio de escala dentro de la propia agricultura extensiva.
También se puede hablar de la agricultura intensiva en medios ecológicos, como el método del «bancal profundo». Este método no es perjudicial para el medio ambiente y es conocido como «agricultura intensiva», pero debido a su costosa mecanización es utilizado en pequeños huertos de tipo escolar o familiar.
Ejemplos de agricultura intensiva:
- En mano de obra, están los cultivos de hortalizas, como el espárrago, que apenas está mecanizado.
- En insumos, nos encontramos con el cultivo de flores, que para llegar en perfectas condiciones al mercado, requiere de un uso de fitosanitarios importante.
- Los cultivos de capitalización intensiva son aquellos que requieren de un ambiente controlado y una inversión en capital muy fuerte, especialmente en instalaciones, como puede ser un cultivo hidropónico en invernadero.

En este tipo de agricultura se producen cantidades inmensas en reducidos espacios, de un solo tipo de producto. Es utilizada en todos los suburbios de las áreas metropolitanas del mundo, pues con estos cultivos se pretende alimentar a la región metropolitana. 

## Historia

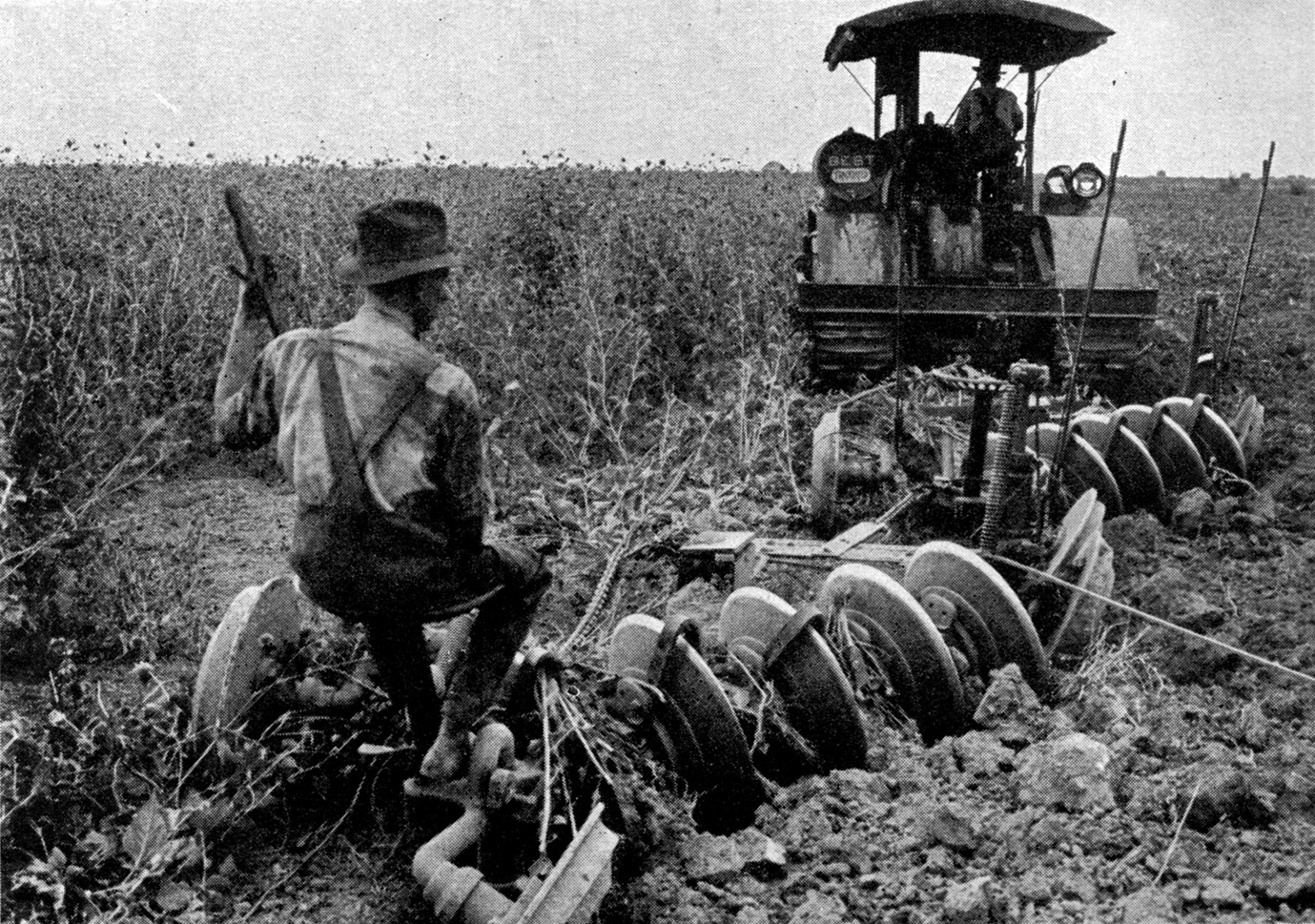
Imagen de principios del de un tractor arando un campo de alfalfa.

El desarrollo agrícola en Gran Bretaña entre el siglo XVI y mediados del siglo XIX supuso un enorme aumento de la productividad agrícola y de la producción neta. Esto, a su vez, contribuyó a un crecimiento demográfico sin precedentes, liberando un porcentaje importante de la mano de obra, y ayudando así a posibilitar la Revolución Industrial. Los historiadores citaron el cercamiento, la mecanización, la rotación de cultivos en cuatro campos y la cría selectiva como las innovaciones más importantes.
La agricultura industrial surgió con la Revolución Industrial. A principios del siglo XIX, las técnicas agrícolas, los aperos, las reservas de semillas y los cultivares habían mejorado tanto que el rendimiento por unidad de tierra era muchas veces superior al visto en la Edad Media.
La primera fase supuso un proceso continuo de mecanización. La maquinaria tirada por caballos, como la cosechadora McCormick, revolucionó la cosecha, mientras que inventos como la desmotadora de algodón redujeron el coste del procesamiento. Durante este mismo período, los agricultores comenzaron a utilizar  trilladoras y tractores impulsados por vapor. En 1892, se desarrolló con éxito el primer tractor impulsado por gasolina, y en 1923, el International Harvester Farmall se convirtió en el primer tractor polivalente, marcando un punto de inflexión en la sustitución de los animales de tiro por máquinas. A continuación se desarrollaron cosechadoras mecánicas, sembradoras, trasplantadoras y otros equipos, que revolucionaron aún más la agricultura. Estos inventos aumentaron el rendimiento y permitieron a los agricultores individuales gestionar explotaciones cada vez más grandes.
La identificación del nitrógeno, el fósforo y el potasio (NPK) como factores críticos para el crecimiento de las plantas condujo a la fabricación de fertilizantes sintéticos, aumentando aún más el rendimiento de los cultivos. En 1909, se demostró por primera vez el método Haber-Bosch para sintetizar nitrato de amonio. Los fertilizantes NPK estimularon las primeras preocupaciones sobre la agricultura industrial, debido a la preocupación de que venían con efectos secundarios como la compactación del suelo, la erosión del suelo, y la disminución de la fertilidad del suelo en general, junto con las preocupaciones de salud sobre los productos químicos tóxicos que  entran en el suministro de alimentos.
El descubrimiento de las vitaminas y su papel en la nutrición, en las dos primeras décadas del siglo XX, dio lugar a los suplementos vitamínicos, que en la década de 1920 permitieron que parte del ganado se criara bajo techo, reduciendo su exposición a los elementos naturales adversos.
Tras la Segunda Guerra Mundial, el uso de fertilizantes sintéticos aumentó rápidamente.
El descubrimiento de antibióticos y vacunas facilitó la cría de ganado al reducir las enfermedades. Los avances en la logística y la refrigeración, así como en la tecnología de procesamiento, hicieron factible la distribución a larga distancia. La gestión integrada de plagas es el método moderno para minimizar el uso de plaguicidas a niveles más sostenibles.
Existe preocupación por la sostenibilidad de la agricultura industrial, y por los efectos medioambientales de los fertilizantes y pesticidas, lo que ha dado lugar al movimiento orgánico y ha creado un mercado para la agricultura intensiva sostenible, así como financiación para el desarrollo de tecnología apropiada.

## Requerimientos
Se requiere fuerte uso de energía solar y de combustibles como petróleo y derivados; se aplican productos químicos como los fertilizantes tratados o los plaguicidas. Las características de la agricultura intensiva son:
- Alta productividad de la tierra.
- Utilización de un único tipo de semillas para el cultivo.
- Localización en llanuras con suelos ricos en nutrientes.
- Utilización de mucha mano de obra humana.
- Utilización de plaguicidas y fitosanitarios contra insectos u hongos perjudiciales para los cultivos, aunque es una práctica que va en disminución debido a la consolidación de los métodos de control biológico de plagas.
- Gasto de enormes cantidades de energía.

## Ventajas
La agricultura intensiva permite incrementar la productividad agrícola, asegurando al mismo tiempo una fuente estable de alimentos al mismo tiempo que aumenta la población mundial y decrece la superficie necesaria.
Los incrementos en la producción, conjuntamente con la mecanización agraria han contribuido a la reducción de la población agrícola, permitiendo que a medida que quedaban libres de las tareas del campo pudiesen incorporarse al sector industrial (caso de España en los años 60).
Los productos agrícolas como verduras, frutas, y productos de ave de corral se han vuelto menos costosos beneficiando a los estratos socioeconómicos en desarrollo.
Una revisión de 19 estudios realizados en África, concluyó que las intervenciones que proporcionan insumos biológicos o químicos, como fertilizantes o variedades de cultivos, a los pequeños agricultores, mejoran los ingresos de estos y la seguridad alimentaria. Particularmente, la introducción de la batata de pulpa anaranjada ha supuesto una mejora de su estado nutricional. Asimismo, las intervenciones que brindan capacitación a estos agricultores pueden aumentar sus ingresos, aunque existen pocos estudios que evalúen tales intervenciones. Estos efectos positivos sugieren que los pequeños agricultores en África desean y son aptos para participar en la capacitación y adoptar nuevos insumos agrícolas.

## Desafíos
[C]uando los cazadores-recolectores con poblaciones en crecimiento agotaron las existencias de caza y alimentos silvestres en todo el Cercano Oriente, se vieron obligados a introducir la agricultura. Pero la agricultura trajo horas de trabajo mucho más largas y una dieta menos rica que la que disfrutaban los cazadores-recolectores. El mayor crecimiento de la población entre los agricultores itinerantes de tala y quema condujo a períodos de barbecho más cortos, rendimientos más bajos y erosión del suelo. Se introdujeron el arado y los fertilizantes para hacer frente a estos problemas, pero una vez más implicaron más horas de trabajo y la degradación de los recursos del suelo.

Los desafíos y problemas de la agricultura industrial para la sociedad, para el sector y para los derechos de los animales incluyen los costos y beneficios tanto de las prácticas actuales como de los cambios propuestos a esas prácticas. Esta es una continuación de miles de años de invención en la alimentación de poblaciones en crecimiento.

### Crecimiento de la población
Muy aproximadamente:

Población (estimación) 10.000 a. C.–2000 d. C.

- Hace 30.000 años los cazadores-recolectores alimentaba a 6 millones de personas
- Hace 3.000 años la agricultura primitiva alimentaba a 60 millones de personas
- Hace 300 años una agricultura más intensiva alimentaba a 600 millones de personas
- Hoy la agricultura industrial intenta alimentar a 8 mil millones de personas

Entre 1930 y 2000, la productividad agrícola de EE. UU. (producto dividido por todos los insumos) aumentó en un promedio de alrededor del 2 por ciento anual, lo que provocó que los precios de los alimentos disminuyeran. "El porcentaje del ingreso disponible de los EE. UU. gastado en alimentos preparados en el hogar disminuyó, del 22 por ciento en 1950 al 7 por ciento a fines de siglo".

### Otros impactos

#### Impacto ambiental
La agricultura industrial usa enormes cantidades de agua y energía, lo cual cobra sentido dado que su productividad es varias veces mayor a la de la agricultura tradicional. A diferencia de la agricultura tradicional, la agricultura intensiva es capaz de producir la misma cantidad de alimentos utilizando una cantidad de tierra mucho menor provocando un mayor agotamiento del suelo. El uso intensivo de plaguicidas puede generar que las plagas se vuelvan más resistentes a estos. Las prácticas agrícolas industriales son uno de los principales impulsores del calentamiento global, y representan entre el 14% y el 28% de las emisiones de gases de efecto invernadero netas.
Muchos de los efectos negativos de la agricultura industrial pueden surgir a cierta distancia de los campos y granjas. Los compuestos de nitrógeno del Medio Oeste, por ejemplo, viajan por el Misisipi para degradar las pesquerías costeras en el Golfo de México, causando las llamadas zonas muertas oceánicas.
Muchas especies de plantas y animales silvestres se han extinguido a escala regional o nacional, y el funcionamiento de los agroecosistemas se ha visto profundamente alterado. La intensificación agrícola incluye una variedad de factores, incluida la pérdida del paisaje, el aumento del tamaño de las granjas y los campos, y el aumento del uso de insecticidas y herbicidas. Los agroquímicos se han implicado en el trastorno del colapso de colonias, en el que desaparecen los miembros individuales de las colonias de abejas. (La producción agrícola depende en gran medida de las abejas para polinizar muchas variedades de frutas y verduras).
La agricultura intensiva crea condiciones para el crecimiento y la transmisión de parásitos que son muy diferentes de las que encuentran los parásitos en las poblaciones de huéspedes naturales, alterando potencialmente la selección en una variedad de rasgos, como los rasgos de historia de vida y la virulencia. Algunos brotes epidémicos recientes han resaltado la asociación con prácticas agrícolas intensivas. Por ejemplo, el virus de la anemia infecciosa del salmón (ISA) está causando pérdidas económicas significativas para las granjas de salmón. El virus ISA es un ortomixovirus con dos clados distintos, uno europeo y otro norteamericano, que divergieron antes de 1900 (Krossøy et al. 2001). Esta divergencia sugiere que una forma ancestral del virus estaba presente en los salmónidos salvajes antes de la introducción de los salmónidos cultivados en jaulas. A medida que el virus se propagó por transmisión vertical (de padres a hijos).
El monocultivo intensivo aumenta el riesgo de fallas debido a plagas, clima adverso y enfermedades.

#### Social
Un estudio de la Oficina de Evaluación de Tecnología de EE. UU. concluyó que, con respecto a la agricultura industrial, existe una "relación negativa entre la tendencia hacia el aumento del tamaño de las granjas y las condiciones sociales en las comunidades rurales" en un "nivel estadístico". El monocultivo agrícola puede conllevar riesgos sociales y económicos.